# Isidore Mankofsky
Isidore Mankfosky (ur. 22 września 1931 w Nowym Jorku, zm. 11 marca 2021) – amerykański operator filmowy.

## Filmografia
- 1979: Wielka wyprawa muppetów
- 1980: Gdzieś w czasie
- 1982: Nie taki zwykły romans
- 1985: Ewoki: Bitwa o Endor
- 1989: Bez uczucia
- 1992: Droga na Broadway